# Betriebssanitäter
Betriebssanitäter arbeiten überwiegend in großen Unternehmen, auf großen Baustellen und in Betrieben mit einem besonderen Gefährdungspotenzial. Dort sind sie für die Versorgung von erkrankten und verletzten Personen zuständig und führen bis zum Eintreffen des Rettungsdienstes oder Notarztes erweiterte Erste-Hilfe-Maßnahmen durch. Sie sind dem Betriebsschutz unterstellt und den Heilgehilfen im Bergbau gleichgestellt.

## Tätigkeitsfeld

(temporäre) Sanitätsstation für eine Baustelle in einem Betrieb

Betriebssanitäter sind Sanitäter mit einer speziellen, erweiterten Ausbildung, um dem Betriebsarzt oder dem nachfolgenden Rettungsdienst bei der Durchführung notwendiger lebensrettender Maßnahmen helfen zu können. Sie wirken somit im betrieblichen Sanitätsdienst mit.
Kleinere Verletzungen sollen Betriebssanitäter eigenständig versorgen, betriebliche Rettungsmittel säubern und desinfizieren und die sachgerechte Aufbewahrung des Erste-Hilfe-Materials kontrollieren. Sie leiten somit Erste-Hilfe-Stationen in Unternehmen und auf Baustellen eigenverantwortlich und registrieren in diesem Zusammenhang auch alle Vorkommnisse, die betriebsbedingte Unfälle und Erkrankungen betreffen.

## Unterschied zwischen Betriebssanitäter und Rettungssanitäter
Rettungssanitäter, Rettungsassistenten und Notfallsanitäter durchlaufen zwar eine deutlich umfangreichere (notfall-)medizinische Ausbildung, Organisation und Einsatzbilder des Rettungsfachpersonals und des betrieblichen Sanitätsdienstes sind jedoch sehr unterschiedlich.

### Einsatzbilder

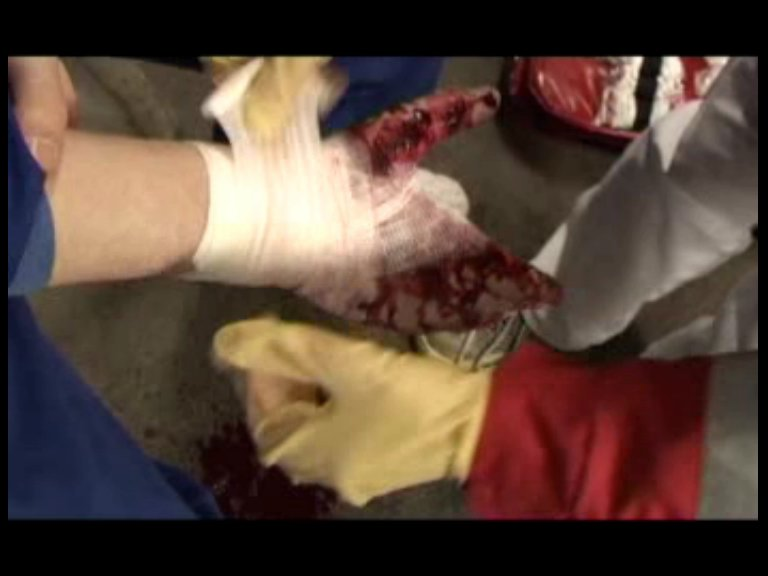
Sanitäter bei der Arbeit im Betrieb

In Betrieben ist zwar mit internistischen Notfallbildern (z. B. Herzinfarkt, Schlaganfall) zu rechnen, jedoch stellt sich hier häufig das Einsatzbild in der Regel als einfache chirurgische Hilfeleistungen (z. B. Wundversorgung und Augenspülung) dar.

### Organisation
Auch durch die anders ausgeprägte Einsatzorganisation ergeben sich erhebliche Unterschiede.
So wird im Rettungsdienst immer im qualifizierten Team von mindestens zwei Personen gearbeitet. Im Unterschied dazu ist ein Betriebssanitäter meistens zunächst die einzige qualifizierte Kraft an einer Einsatzstelle, die im günstigsten Fall durch betriebliche Ersthelfer unterstützt wird.
Aus diesem Grund stellt sich auch die Ausbildung etwas anders dar. So werden Einsatzabläufe (Algorithmen) für Rettungsfachpersonal im Zweierteam trainiert, während in der Betriebssanitäterausbildung der Schwerpunkt in der „Ein-Helfer-Tätigkeit“ liegt.
Ferner bestehen viele betriebsspezifische Besonderheiten, die in der Ausbildung von Rettungsfachpersonal – wenn überhaupt – nur am Rande angesprochen werden. Hier seien insbesondere die Zusammenarbeit mit dem Betriebsarzt (z. B. Vorsorgeuntersuchungen) und berufsgenossenschaftliche Vorschriften (z. B. Erstellen und Weiterleiten von Unfallmeldungen) genannt.

## Betriebssanitäter in verschiedenen Ländern

### Deutschland

#### Gesetzliche Grundlagen
Das Siebte Buch Sozialgesetzbuch ermächtigt die Träger der gesetzlichen Unfallversicherung, Unfallverhütungsvorschriften zu erlassen. Nach § 15 Absatz 1 Nummer 5 SGB VII sollen diese Unfallverhütungsvorschriften auch Maßnahmen des Unternehmers zur Sicherstellung einer wirksamen Ersten Hilfe beinhalten. Seit 2014 wird die Unfallverhütungsvorschrift DGUV Vorschrift 1 "Grundsätze der Prävention" bei den Trägern der gesetzlichen Unfallversicherung sukzessive in Kraft gesetzt. Sie löst die gleichnamige bisherige berufsgenossenschaftliche Vorschrift BGV A1 von 2009 und die Vorschrift der Unfallkassen GUV-V A 1 von 2004 ab. Die DGUV Vorschrift 1 vereinigt die Regelungen zu Betriebssanitätern in ihrem § 27.
Mindestens ein Betriebssanitäter ist erforderlich in Betriebsstätten mit
- mehr als 1500 anwesenden beschäftigten Versicherten,
- mehr als 250 anwesenden beschäftigten Versicherten, wenn Art, Schwere und Zahl der Unfälle dies erfordert,
- mehr als 100 anwesenden beschäftigten Versicherten auf Baustellen

Mit einzubeziehen sind hierbei jeweils auch die kaufmännischen Mitarbeiter.
Der Unternehmer darf als Betriebssanitäter nur Personen einsetzen, die von einer von den Trägern der gesetzlichen Unfallversicherung ermächtigten Stelle ausgebildet wurden und an einer Grundausbildung und an einem Aufbaulehrgang teilgenommen haben. Das Nähere regelt der DGUV Grundsatz 304-002 „Aus- und Fortbildung für den betrieblichen Sanitätsdienst“ von 2016.

#### Ausbildung

Sanitätsmaterial im betrieblichen Sanitätsdienst

Die Ausbildung zum Betriebssanitäter umfasst einen 63-stündigen Grundlehrgang mit anschließendem 32-stündigen Aufbaulehrgang speziell für den betrieblichen Sanitätsdienst. Es gibt auch – je nach Ausbildungsstätte – Kompaktkurse à 95 Stunden, welche beide Teillehrgänge vereinen. Anschließend ist spätestens alle drei Jahre eine Fortbildung im Gesamtumfang von 16 Stunden (teilbar) erforderlich. Aus- und Fortbildung dürfen nur bei speziell dazu ermächtigten Stellen stattfinden. Die Stundenangaben sind Mindeststundenzahlen. Der Betriebssanitäter ist kein Ausbildungsberuf, sondern lediglich eine Qualifizierungsmaßnahme.

##### Grundausbildung
Zugangsvoraussetzungen:
- Mindestalter 18 Jahre (alte Regelung)
- Hauptschulabschluss (alte Regelung)
- Ausbildung zum Ersthelfer oder Teilnahme am Erste-Hilfe-Training (à neun Unterrichtseinheiten)[4] innerhalb der letzten zwei Jahre

Inhalte der Grundausbildung:
- Vorgehen im (Notfall-)Einsatz
- Störungen von Bewusstsein, Atmung und Kreislauf
- Wiederbelebung
- Versorgung von Unfällen
- Akute Notfälle der inneren Medizin, Vergiftungen
- Thermische Notfälle
- Vergiftungen
- Infektionskrankheiten
- Rettung und Transport
- Rechtsgrundlagen des Betriebssanitäters

Der Lehrgang wird abgehalten gemäß der Richtlinie der Deutschen Gesetzlichen Unfallversicherung „Aus- und Fortbildung für den betrieblichen Sanitätsdienst“ – DGUV Grundsatz 304-002 vom September 2016 (63-Stunden-Ausbildung). Dieser Lehrgang soll den Teilnehmer befähigen, sowohl theoretisches wie auch praktisches Grundwissen im Bereich der Notfallmedizin zu sammeln. Dieses Grundwissen muss durch eine theoretische und praktische Prüfung bewiesen werden. Nach heutiger Rechtsauffassung ist der erfolgreiche Abschluss dieses Lehrgangs, ergänzt um einen 32-stündigen Aufbaulehrgang, die adäquate Ausbildung für Betriebssanitäter. Diese sind befähigt, die Erste-Hilfe-Station eines Betriebes oder einer Baustelle alleinverantwortlich zu leiten und dem Betriebsarzt oder dem Notarzt zu assistieren.

##### Aufbaulehrgang
Zugangsvoraussetzungen:
- Mindestalter 18 Jahre (alte Regelung)
- Hauptschulabschluss (alte Regelung)
- Grundausbildung zum Betriebssanitäter innerhalb der letzten zwei Jahre oder eine regelmäßige Tätigkeit als Betriebssanitäter. Es wird auch eine gleichwertige Ausbildung (z. B. Rettungshelfer, -sanitäter, -assistent, Notfallsanitäter, Krankenpfleger o. dgl.) anerkannt.
- Ausbildung zum Ersthelfer oder Teilnahme am Erste-Hilfe-Training (à neun Unterrichtseinheiten) innerhalb der letzten zwei Jahre

Inhalte des Aufbaulehrgangs:
- Aufgaben des Betriebssanitäters
- Gesetzliche Unfallversicherung
- Rechtsgrundlagen
- Schutz- und Sicherheitsmaßnahmen
- Unfälle mit Gefahrstoffen
- Hygiene im Betrieb
- Umgang mit Geräten und Material im betrieblichen Sanitätsdienst
- Praxistraining/Fallbeispiele
- Umgang mit speziellem Erste-Hilfe Material

Der Lehrgang wird abgehalten gemäß der Richtlinie der Deutschen Gesetzlichen Unfallversicherung „Aus- und Fortbildung für den betrieblichen Sanitätsdienst“ – DGUV Grundsatz 304-002 vom September 2016 (32-Stunden-Ausbildung). Dieser Lehrgang soll den Teilnehmer befähigen, sein theoretisches wie auch praktisches Grundwissen im Bereich der betrieblichen Notfallmedizin zu erweitern. Die erlernten Fähigkeiten müssen durch eine theoretische und praktische Prüfung bewiesen werden. Diese Ausbildung befähigt den Betriebssanitäter zur alleinverantwortlichen Leitung einer Erste-Hilfe-Station eines Betriebes oder einer Baustelle und zum Assistieren des Betriebsarztes oder des Notarztes.

#### Umsetzung
Wie ein Betrieb diese Vorschriften umsetzt, ist zum einen von der allgemeinen Geschäftspolitik abhängig (eigene Mitarbeiter vs. „Outsourcing“), zum anderen spielen natürlich auch wirtschaftliche Faktoren eine Rolle.

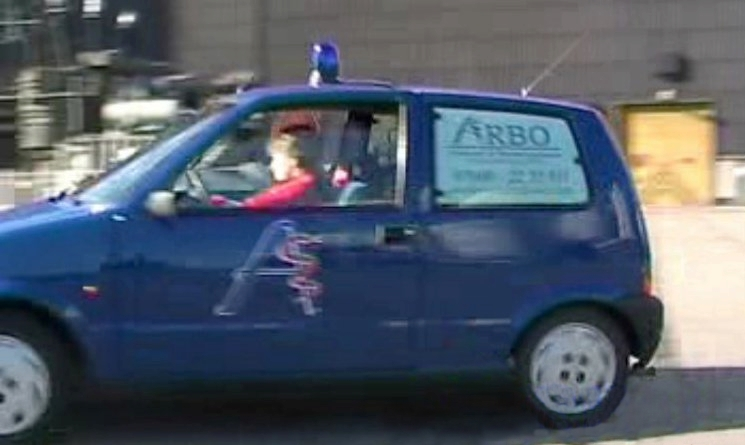
betrieblicher Sanitätsdienst auf der Anfahrt

So kann es sinnvoll sein, den betrieblichen Sanitätsdienst/Rettungsdienst durch eine evtl. vorhandene Werkfeuerwehr oder den eigenen arbeitsmedizinischen Dienst betreuen zu lassen, eigene Betriebssanitäter zu beschäftigen oder derartige Aufgaben aus dem eigentlichen Betriebsablauf auszulagern („Outsourcing“).
Eine entsprechende Entscheidung ist immer einzelfallabhängig und kann nicht grundlegend beantwortet werden.